# Приходько Володимир Володимирович
Володи́мир Володи́мирович Прихо́дько (1989—2014) — солдат Збройних сил України, учасник російсько-української війни.

## Короткий життєпис
Народився 1989 року в селі Цміни Волинської області.. Також місцем народження вказується Чарторийськ. Виріс у багатодітній сім'ї, де був наймолодшим. Після закінчення 2006 року цмінівської школи вступив до Маневицького ліцею освоювати столярну справу. Навчання не закінчив, бо призвали в армію, служив у десантних військах. Коли повернувся, їздив на заробітки то в Київ, то в Москву, останнім часом працював у бригаді, що будувала клуб у селі Галузія.
9 квітня 2014-го був мобілізований. Старший навідник, 51-ша окрема механізована бригада.
21 серпня 2014 у боях за Іловайськ зазнав під Старобешевим численнтх переломів хребта з ушкодженням внутрішніх органів та помер наступного дня.
Похований 30 серпня 2014-го в селі Новий Чорторийськ.
Без Володимира лишились батьки Валентина Василівна і Володимир Радіонович, дві сестри та два брати.

## Нагороди та вшанування
За особисту мужність і героїзм, виявлені у захисті державного суверенітету та територіальної цілісності України, вірність військовій присязі під час російсько-української війни, відзначений — нагороджений
- 27 червня 2015 року — орденом «За мужність» III ступеня.
- Його портрет розміщений на меморіалі «Стіна пам'яті полеглих за Україну» у Києві: секція 3, ряд 5 місце 6
- Вшановується 21 серпня на щоденному ранковому церемоніалі вшанування українських захисників, які загинули цього дня у різні роки внаслідок російської збройної агресії[3]
- в цмінівській школі відкрито та освячено меморіальну дошку пам'яті Володимира Приходька
- в селі Цміни на його честь пойменовано вулицю.[4]